# Печорская Пижма
Печорская Пижма — река в России, протекает по Республике Коми и Архангельской области. Устье реки находится на 283 км левого берега реки Пижмы (приток Печоры). Длина — 78 км.
Печорская Пижма вытекает из Ямозера, расположенного на высоте 212,7 метра, и течёт на юг со скоростью 0,3 м/с. Вскоре река пересекает отметку в 205 м нум и принимает первый правый приток — реку Максара. Здесь Печорская Пижма меняет направление течения на восточное, и, обогнув несколько холмов, покрытых хвойным лесом, принимает справа крупнейший приток — реку Гнилую. Далее со скоростью 0,6 м/с течёт на юго-восток до слияния с рекой Светлой, где они на высоте 151,9 м нум и образуют собственно Пижму.
В верхнем течении (до впадения реки Гнилой) дно реки песчаное, далее грунты твердеют, а остаток русла находится на каменистом ложе. Глубины Печорской Пижмы не превышают одного метра. Ширина русла — от 18 м у истока до 28 м вблизи устья. Общий перепад высот — 60,8 метра.
В бассейн Печорской Пижмы входят притоки Ямозера — реки Чёрная и Брусничная Виска.
Водосборный бассейн реки граничит с водосборами рек Мезенская Пижма (на западе), Мыла (на севере и востоке), Новая Кузега (на востоке), Светлая (на юго-востоке) и Нижняя Пузла (на юге).
У истока Печорской Пижмы проходит зимник, а на левом берегу находится изба Фатина. Населённых пунктов нет.
В бассейне Печорской Пижмы открыты месторождения россыпного титана.

## Данные водного реестра
По данным государственного водного реестра России относится к Двинско-Печорскому бассейновому округу, водохозяйственный участок реки — Печора от водомерного поста Усть-Цильма и до устья, речной подбассейн реки — бассейны притоков Печоры ниже впадения Усы. Речной бассейн реки — Печора.